# Йоханес Щрайх
Йоханес Щрайх (на немски: Johannes Streich) е немски офицер, служил по време на Първата и Втората световна война.

## Биография

### Ранен живот и Първа световна война (1914 – 1918)
Йоханес Щрайх е роден на 16 април 1891 г. в Аугустенбург, Германска империя. След като завършва училище, през 1911 г., се присъединява към армията като офицерски кадет от 2-ри железопътен полк. През 1913 г. е произведен във втори лейтенант. Участва в Първата световна война, като в края ѝ е вече първи лейтенант и носител на двете степени на Железния кръст.

### Междувоенен период
Служи в Райхсвера и през 1921 г. поема командването на моторизирана рота. През 1930 г. заема поста съветник към службата по въоръжение на сухопътните войски. През 1933 г. е издигнат в чин майор.
През 1935 г. е издигнат в чин полковник-лейтенант и поема командването на ново сформирания 15-и танков полк. На 1 април 1938 г. е издигнат в чин оберст.

#### Втора световна война (1939 – 1945)
На 31 януари 1941 г. е награден с ордена Рицарски кръст. На 7 февруари 1941 г. е издигнат в чин генерал-майор и същевременно поема командването на 5-а лека дивизия. На 16 май 1941 г. след като не успяват да се сработят с Ервин Ромел е освободен от командване. При завръщането си в Германия получава командването на бойна група, а след това поема 16-а пехотна дивизия. На 1 юни 1942 г. заема поста инспектор на механизираните войски, през юни 1943 г. командването на 2-ри военен окръг (на немски: Wehrkreis II). На 1 октомври 1943 г. е издигнат в чин генерал-лейтенант, а през април 1945 г. поема командването на 1-ви военен окръг (на немски: Wehrkreis I). Преживява войната. Освободен е през 1948 г. и се установява в Хамбург, където умира на 20 август 1977 г.

## Военна декорация
- Германски орден „Железен кръст“ (1914) – II (?) и I степен (?)
- Германски орден „Кръст на честта“ (?)
- Германски орден Железен кръст (1939, повторно) – II (?) и I степен (?)
- Германска „Танкова значка“ (?)
- Рицарски кръст (31 януари 1941)